# (4876) Strabo
(4876) Strabo ist ein Asteroid des Hauptgürtels, der am 29. September 1973 vom Forscherteam Cornelis Johannes van Houten und Tom Gehrels im Rahmen des Palomar-Leiden-Surveys entdeckt wurde.
Der Asteroid ist nach dem griechischen Historiker und Geographen Strabon benannt.